# Anna Richards
Pour les articles homonymes, voir Richards.
Anna Richards, née le 3 décembre 1964, est une joueuse néo-zélandaise de rugby à XV, de 1,68 m pour 67 kg, occupant le poste de demi d'ouverture ou de centre (nos 10 ou 12) pour l'équipe de province d'Auckland et en sélection nationale pour l'équipe de Nouvelle-Zélande. Avec cette dernière sélection, elle remporte quatre coupes du monde. Elle est aussi pendant une période la joueuse néo-zélandaise la plus capée avant d'être dépassée par l'une de ses coéquipières Fiao'o Fa'amausili.

## Biographie

### Carrière de sportive
Elle a fait ses débuts internationaux en 1990.
Elle remporte la Coupe du monde féminine de rugby à XV 2006 disputée du 31 août au 17 septembre 2006, elle a disputé neuf matchs (quatre titularisations) et elle a inscrit deux essais.
Alors qu'elle est âgée de 45 ans, elle est appelée comme remplaçante à la dernière minute et remporte sa quatrième coupe du monde lors de l'édition 2010 en Angleterre. Les Néo-Zélandaises s'imposent sur le score de 13 à 10 face aux Anglaises.

### Carrière d’entraîneuse
Après sa retraite en tant que joueuse, Anna Richards entame une carrière d'entraîneuse. Elle est nommée entraîneuse de l'équipe de rugby à sept de l'Université de Hong Kong en 2011. Sous sa direction, l'équipe connait un large succès, remportant plusieurs tournois internationaux.

## Parcours
- 1986-1988 : province de Canterbury ( Nouvelle-Zélande)
- 1989-2006 : province d'Auckland ( Nouvelle-Zélande)

## Palmarès
- 49 sélections en équipe de Nouvelle-Zélande.
- 64 points
- Championne du monde en 1998, en 2002, en 2006 et  en 2010.